# Ronaldo Barcellos
Ronaldo Barcellos (Duque de Caxias, 20 de maio de 1953) é um musicista, compositor, cantor e jornalista brasileiro.
Fez escola nos vocais, melodias e letras no samba, pagode, MPB, soul, funk e pop brasileiros. Seu maior sucesso como cantor foi a interpretação de "Feliz Aniversário" com o grupo Ronaldo e os Barcellos, nos anos 90, formado por ele e seus filhos. Tem mais de 600 composições gravadas.

## Carreira
Depois da igreja em Imbariê e da Escola Nacional de Música, da UFRJ, atuou como trompetista e cantor em vários conjuntos famosos dos bailes suburbanos do Rio de Janeiro, como Lafayette, O Rancho, Lincoln Olivetti e Os Devaneios.
Depois do primeiro disco em 77, tornou-se figura constante nos estúdios do Rio e São Paulo, trabalhando como vocalista e compositor. Gravou com grandes nomes, como Milton Nascimento, Roberto Carlos, Lulu Santos, Gal Costa, Gilberto Gil, Simone, Chitãozinho & Xororó, Barão Vermelho, Tim Maia, Sérgio Mendes e alguns internacionais como Julio Iglesias e Glória Estefan. Por desenvolver nos bailes um grande ecletismo musical, chegou a ser um dos vocalistas mais solicitados do eixo Rio SP. Gravou temas de séries japonesas de tokusatsu como  Lion Man, Jiban e Jiraiya.
Foi um dos compositores mais gravados nos anos 90 e continua criando inúmeros sucessos, como "Cada Um Cada Um (A Namoradeira)", "Paparico", "Cilada", "Desliga e Vem", "Marrom Bombom", "Amigo Verdadeiro", "Problema Emocional", "Sabadá", "Kit Zona Sul", "Pai", "Coladinho", "Coração Blindado", "Corpitcho", "Como Um Caso de Amor", "Quem Ama Não Pisa", "Quando Tudo Isso Passar". Sozinho ou com parceiros como o maestro Lincoln Olivetti, Robson Jorge, Lourenço, Délcio Luiz, André Renato entre muitos outros, tem canções gravadas por Wilson Simonal, Tim Maia, Emílio Santiago, Elza Soares, Alcione, Vanusa, Arlindo Cruz, Zeca Pagodinho, Julio Iglesias, Fundo de Quintal, Banda Black Rio, Maria Rita, Diogo Nogueira, Cláudio Zoli, Sandra de Sá, Molejo, Sampa Crew, Biel, Xande de Pilares, Molejo, Exaltasamba, Reinaldo, entre outros.
O boom da carreira como cantor veio com o grupo Ronaldo e os Barcellos, com grandes sucessos como "Feliz Aniversário", a mais tocada do ano e "Eu Peço Bis". Canções muito bem aceitas na época fazendo muito sucesso nas emissoras de rádio e TV no final da década de 90.
Em 2021, participou do programa The Voice + da Rede Globo, integrando o time da cantora Claudia Leitte e sendo um dos oito finalistas. Após a participação no programa, em 10 de setembro, lançou o single "Vê se me quer".

### Discografia
- Ronaldo Barcellos. A Marca da Aliança EP (2019)
- (2014) Ronaldo Barcellos. Eu, Inimigo Meu. (Papacusapa)
- (2000) Ronaldo e os Barcellos (Atração)
- (1997) Ronaldo e os Barcellos Sony Music
- (1979) Ronaldo (RCA VICTOR)
- (1978) Ronaldo  (CBS)
- (1977) Ronaldo  (CBS)